# Locazione evolutiva
La locazione evolutiva è una forma specifica di locazione e, ancora più in particolare, una forma di locazione operativa, di uso frequente nell'ambito di aziende medio/grandi dove vengono utilizzati beni che invecchiano rapidamente e che necessitano di assistenza, supporto, aggiornamento e sostituzione.
Come nella locazione operativa, il contratto riguarda il godimento dei beni e non il finanziamento dei beni stessi (come invece accade per il leasing). Il rischio di proprietà rimane a carico del locatore; non è possibile riscattare i beni al termine del contratto e non esiste una durata minima del contratto stesso. Al termine del periodo di contratto, il cliente ha la possibilità di prolungarne la durata, oppure restituire i beni o chiederne la sostituzione, oppure chiedere l'acquisto dei beni stessi (senza averne però diritto automatico per contratto).
La locazione evolutiva aggiunge alla locazione operativa la flessibilità nel tempo. Il locatore aggiorna, rinnova e supporta i beni secondo le esigenze del cliente e secondo le variazioni di budget a disposizione. Nel caso per esempio di beni come parchi informatici in funzionamento continuo, il locatore può offrire compresi nel contratto servizi di business continuity, aggiornamento e sostituzione della base hardware e software, configurazione dei sistemi di sicurezza e altro.
Oltre ai beni caratteristici dell'Information Technology (IT), la locazione evolutiva si applica tipicamente a beni che operano con ricambi e consumabili, per esempio fotocopiatrici e impianti di stampa, beni elettromedicali, imbarcazioni, macchine per la movimentazione del terreno e così via.
Società fornitrici di locazione evolutiva in Italia:
Ecs Italia, Ibm, Sun Microsystems